# Sierra del Rincón (Arizona)
La sierra del Rincón es una importante sierra del este de Tucson en el condado de Pima en el estado de Arizona. La sierra del Rincón es una de las cinco sierras que rodean al valle de Tucson. Entre las otras sierras destaca la sierra de Santa Catalina al norte, la sierra de Santa Rita al sur, la sierra de Tucson al oeste y la sierra de las Tortolitas al noroeste. El paso de Redington separa la sierra del Rincón de la sierra de Santa Catalina. La sierra del Rincón es por lo general menos escarpada que la sierra de Santa Catalina y que la sierra de Santa Rita.  La sierra del Rincón también se incluye dentro de las sierras con Islas Cielo de la sierra Madre al sureste de Arizona, extremo suroeste de Nuevo México y norte de Sonora en México.

## Toponimia
Rincón es una palabra española para designar una esquina, que es una de las características de la sierra.

## Geografía
La sierra de Mica el punto más elevado de la sierra, con el Pico Rincón formando el límite sur y el Pico Tanque Verde formando el límite occidental de la esquina a lo largo de un risco en forma de arco, el Risco Tanque Verde.  La parte interior del rincón es el Valle del Rincón (sur y oeste de la Sierra de Mica) que se utiliza principalmente como tierra de ganadería, pero que se está transformando en sitios habitacionales. 
Al este de Rincón se encuentran la sierra de Little Rincón. 
Al sur de la Sierra del Rincón, más allá del Valle del Rincón se encuentra el Arroyo Ciénaga y la interestatal 10 de Arizona.
La mayo parte de la Sierra del Rincón se encuentra dentro del parque nacional Saguaro o en el Rincón Mountain Wilderness en las coordenadas 32°14′50″N 110°28′02″O / 32.24722, -110.46722 del bosque nacional de Coronado.

## Rutas
La mayor parte de la sierra está fuera de los límites para vehículos motorizados y ciclismo. Se puede tener acceso a la sierra a pie o a caballo por las siguientes rutas:
- Lado Este
  - Ruta del Arroyo Turkey
  - Ruta del Arroyo Miller
- Lado Norte
  - Ruta del Rancho italiano
  - Ruta del Arroyo Espíritu (inaccessible)
- Lado Oeste
  - Ruta de Douglas Springs
  - Ruta del Risco de Tanque Verde
- Lado Sur
  - Ruta de Madrona/Pico Rincón (inaccessible)

La ruta de Arizona atraviesa a través de Rincón, entrando por el norte por la Ruta del Rancho Italiano y sureste por la ruta del arrollo Miller.